# Tatiana Gierek
Tatiana Gierek z domu Zankowicz (ur. 8 sierpnia 1942 w Wilnie, zm. 13 stycznia 2017 w Katowicach) – polska lekarka, profesor nauk medycznych, specjalistka w zakresie laryngologii, kierowniczka Kliniki Laryngologii Śląskiego Uniwersytetu Medycznego w Katowicach.
Była wiceprezesem Polskiego Towarzystwa Otorynolaryngologów – Chirurgów Głowy i Szyi,  a także autorką licznych publikacji naukowych.
Córka Teodora Zankowicza i Klary z Falkowskich, siostra Ariadny. Żona Jerzego Gierka, syna pierwszego sekretarza KC PZPR – Edwarda Gierka. Zmarła w wyniku ciężkiej i długiej choroby. Jej pogrzeb odbył się 17 stycznia 2017 w sosnowieckiej cerkwi prawosławnej Świętych Wiery, Nadziei, Luby i matki ich Zofii w Sosnowcu.